# Брор-Хаиль
Брор-Хаиль (ивр. בְּרוֹר חַיִל‎) — кибуц на юге Израиля. Расположен недалеко от Сдерота, он находится под юрисдикцией регионального совета Шаар ха-Негев.

## Этимология
Название кибуца Брор-Хаиль означает «отбор солдат». Это может быть связано с восстанием Бар-Кохбы против римлян в первой половине II века н. э.
Еврейская деревня под названием «Брор Хайил» существовала в эпоху Талмуда, где сейчас находятся руины палестинской деревни Бурайр, и была местом расположения ешивы, возглавляемой раввином Иохананом бен Закаем. Согласно Талмуду (Санхедрин 32б), зажжение свечей ночью в Брор-Хайиле было знаком того, что родился ребёнок мужского пола и что жители деревни должны подготовиться к предстоящему обрезанию ребёнка. Нынешний кибуц получил свое название от одноимённой древней деревни.

## История
Поселение было основано 5 мая 1948 года в результате операции «Авраам», целью которой было открытие дороги из центра страны в Негев, контролируемой из селения Бурир. В 1950 году поселок переехал с первоначального места на нынешнее, а в 1953 году здесь была построена столовая.
Брор-Хаиль была единственной еврейской деревней, основанной в период между Планом раздела ООН 29 ноября 1947 года и Декларацией независимости Израиля 14 мая 1948 года. Её создание потребовало ряда этапов; 10 апреля 1948 года группа еврейских иммигрантов из Египта разбила лагерь на территории земли, купленной Еврейским национальным фондом, по процедуре, напоминающей операцию по поселению «Стена и башня» времен 1936—1936 годов.
Президент Ассамблеи ООН на момент принятия решения о разделе, бразилец Освалду Аранья, подарил кибуцу молоток, ударом которого он закончил дискуссию по решению, и оригинал протокола дискуссии. Из-за проблем с сохранением протокола, он был передан в ноябре 2009 года государственному казначею.

## Население
По данным Центрального статистического бюро Израиля, население на начало 2020 года составляло 954 человека.